# Sesamia sabulosa
Sesamia sabulosa är en fjärilsart som beskrevs av George Francis Hampson 1910. Sesamia sabulosa ingår i släktet Sesamia och familjen nattflyn. Inga underarter finns listade i Catalogue of Life.